# لینار
لینار (به لاتین: Leynar) از روستاهای جزایر فارو است که در غرب جزیره استرومو واقع شده‌است. لینار ۱۱۳ نفر جمعیت دارد.